# 30 Овна
30 Овна (30 Arietis, скорочено 30 Ari) — чотирикратна зоряна система у сузір'ї Овна. Система знаходиться на відстані понад 130 світлових років від Землі. 30 Ari є двопарною, тобто складається з двох пар зірок, учасники кожної пари обертаються навколо одна одної, пари в свою чергу також обертаються відносно один одного. Барицентри у всіх трьох випадках знаходяться за межами однієї із зірок/пар.

## Планетарна система
27 листопада 2009 року було оголошено про відкриття дуже масивної планети на орбіті 30 Овна B на відстані близько 1 а.о.
Ця планета приблизно в 10 разів більша за Юпітер і, ймовірно, сильно схожа на нього. Один рік на цьому газовому гіганті триває 335 доби. А ось зміна дня і ночі — дуже рідкісне явище, до того ж вкрай слабовиражене через близькість трьох додаткових світил, промені яких практично в будь-якій точці орбіти знаходять планету.